# Listă de antrenori de gimnastică români
Această pagină, aflată continuu în schimbare, este o listă alfabetică de antrenori de gimnastică români.
- Octavian Belu
- Mariana Bitang
- Cristina Bontaș
- Raluca Bugner
- Sorin Cepoi
- Nadia Comăneci
- Liliana Cosma
- Emilia Eberle
- Nicolae Forminte
- Gabriela Dosoftei
- Dan Grecu
- Petru Ioan
- Cristina Ioan
- Béla Károlyi
- Marta Károlyi
- Cătălin Meran
- Lavinia Miloșovici
- Claudia Presecan
- Lucian Sandu
- Corina Ungureanu
- Teodora Ungureanu
- Marius Vintilă
- Robert Stanescu
- Ruxandra Stanescu
- Dorina Stan
- Vali Stan
- Stupinean Dan Adrian